# Zeuxia tessellata
Zeuxia tessellata là một loài ruồi trong họ Tachinidae.